# Sassandrafloden
Sassandrafloden er en flod i den vestlige dedl af Elfenbenskysten i Vestafrika. Den er dannet af sammenløbet af Tienbafloden, som udspringer i højlandet i den nordvestlige del af landet, og Gouanfloden (også kendt som Bafing Sud-floden), som udspringer mod vest i Guineas højland. Sassandra løber syd-sydøst for at løbe ud i Guineabugten ved Atlanterhavet. Buyodæmningen blev bygget tværs over den midterste strækning af floden i 1980, lige nedenfor sammenløbet med Nzofloden, for at skabe reservoiret kaldet Buyosøen. Davofloden løber sammen medl Sassandra lige før den møder havet. Havnebyen Sassandra ligger ved kysten, hvor floden møder havet.
Sassandra og dens bifloder løber gennem terrestriske økoregioner. Den nordlige eller øvre del af afvandingsområdet ligger i den guineanske skov-savannemosaik- økoregion. Længere mod syd danner den grænsen mellem to tropiske fugtige skovøkoregioner, de vestlige guineanske lavlandsskove og de østlige guineanske skove.